# Clube Desportivo Recreativo e Cultural Delta
O Grupo Desportivo Recreativo e Cultural Delta é um clube poliesportivo da ilha de Santiago em Cabo Verde. Dentro do clube, existem departamentos que incluem outros esportes, como: futebol, basquete, vôlei e atletismo.

## Títulos
- Taça Regional de Santiago Sul: 1

2015/16

### Título secundário
- Liga Insular do Santiago (Zona Norte) Segunda Divisão:

2014/15

## Futebol

### Classificações
| Temporada | Div | Pos | Pts   | J  | V | E | D | G.M. | G.S. | Diff. |
| 2013-14   | 3   | -   | -     | 18 | - | - | - | -    | -    | -     |
| 2014-15   | 3   | 1   | -     | 18 | - | - | - | -    | -    | -     |
| 2015-16   | 2   | 12  | 4 pts | 22 | 0 | 4 | 8 | 15   | 60   | -45   |